# Magyar Állatkertek Szövetsége
A Magyar Állatkertek Szövetsége a magyar állatkertek szakmai szervezete.

## Története
Több éves előkészítő munka után a Belügyminisztérium megadta az engedélyt ahhoz, hogy a magyarországi állatkertek és vadasparkok Magyar Állatkertek Szövetsége néven  szakmai szervezetet hozzanak létre. Az alakuló közgyűlés Nyíregyházán került sorra, 1983. november 14-én. A Szövetség neve a 2022. május 3-án elfogadott alapszabály módosítással megváltozott: Magyar Állatkertek és Akváriumok Szövetsége (MÁASZ).

## Székhelye
1146 Budapest, Állatkerti krt. 6-12.

## Tagok
- Budakeszi Vadaspark
- Fővárosi Állat- és Növénykert
- Jászberényi Állat- és Növénykert
- Kecskeméti Vadaskert
- Kittenberger Kálmán Növény- és Vadaspark
- Miskolci Állatkert és Kultúrpark
- Nagyerdei Kultúrpark
- Nyíregyházi Állatpark
- Pécsi Állatkert és Akvárium-Terrárium
- Szegedi Vadaspark
- Tisza-tavi Ökocentrum
- Veresegyházi Medveotthon
- Xantus János Állatkert